# Giovane donna in tenuta da ballo
Giovane donna in tenuta da ballo (Jeune femme en toilette de bal) è un dipinto della pittrice francese Berthe Morisot, realizzato nel 1879 e conservato al Museo d'Orsay di Parigi.
L'eco della notorietà della Morisot era giunta anche oltralpe, tanto che la pittrice vendette immediatamente la Giovane donna in tenuta da ballo all'artista italiano Giuseppe De Nittis, correlato tra l'altro alla sfera degli impressionisti (fu persino presente alla prima mostra del 1874). Il dipinto fu successivamente acquistato da Theodore Duret, giornalista e attivista politico, e dopo altri spostamenti pervenne alla sede attuale nel 1986, con il trasferimento al museo d'Orsay, dove si trova tuttora sotto il numero d'inventario RF 843.

## Storia e descrizione
In quest'opera la Morisot rifugge dai canoni della ritrattistica ufficiale per cercare soluzioni nuove e diverse, più vicine alla sensibilità che si stava affermando in quegli anni. L'opera, infatti, ritrae una giovane e avvenente fanciulla vestita con un elegante abito da ballo dalla consistenza serica. Mentre i ritratti accademici esaltavano o valorizzavano lo status sociale della persona effigiata, la Morisot preferisce cogliere lo sguardo, attento e curioso, della ballerina, rivolto verso qualcosa che si svolge al di là dello spazio pittorico, alla sua destra. L'opera, in questo modo, si distingue per la sua vivacità e per la sua fluida libertà, e l'impressione che ne consegue è quella di una grande immediatezza, quasi da istantanea fotografica.
La giovane donna, inoltre, è panicamente immersa nella rigogliosa vegetazione che le sta intorno, le cui tonalità verdastre si imprimono persino sulla sua veste: quest'audace scelta cromatica dichiara apertamente l'influenza degli impressionisti. L'opera, per questo motivo, quando fu esposta alla quinta mostra impressionista del 1880, destò la viva ammirazione del critico Charles Ephrussi, il quale scrisse sulla Gazette des Beaux-Arts la seguente recensione:
(Charles Eprussi)